# Fabian Delryd
 (juin 2018).
Fabian Anders Delryd (né le 15 octobre 1996) est un athlète suédois, spécialiste du saut en hauteur.
En mai 2018, il porte à Täby son record à 2,33 m.